# East Hardwick
East Hardwick är en civil parish i Storbritannien.   Den ligger i distriktet Wakefield i grevskapet West Yorkshire i riksdelen England, i den centrala delen av landet, 250 km norr om huvudstaden London.